# Polypedilum prolixipartum
Polypedilum prolixipartum är en tvåvingeart som beskrevs av Maschwitz 2000. Polypedilum prolixipartum ingår i släktet Polypedilum och familjen fjädermyggor.
Artens utbredningsområde är Wyoming. Inga underarter finns listade i Catalogue of Life.